# Naturschutzgebiet Steinbruch Steinklapper
Das Naturschutzgebiet Steinbruch Steinklapper ist ein 7,84 ha großes Naturschutzgebiet (NSG) nördlich vom Dorf Bleche im Stadtgebiet von Drolshagen im Kreis Olpe in Nordrhein-Westfalen. Es wurde 2013 vom Kreistag mit dem Landschaftsplan Nr.1 Biggetalsperre - Listertalsperre ausgewiesen. Westlich des NSG liegt die Bundesautobahn 45 nur wenige Meter entfernt.

## Gebietsbeschreibung
Bei dem NSG handelt es sich um einen aufgelassenen Steinbruch mit Stillgewässer und Amphibien sowie eine Streuobstwiese.